# Breel Embolo
Breel Donald Embolo (født 14. februar 1997 i Yaoundé, Cameroun) er en schweizisk professionel fodboldspiller, som spiller for Ligue 1-klubben Monaco og Schweiz' landshold.

## Klubkarriere
På ungdomsniveau var Embolo tilknyttet storklubben FC Basel, og denne klub blev også hans første på seniorniveau. Han debuterede for klubben 13. marts 2014 i et Europa League-opgør med østrigske Red Bull Salzburg.
Efter to en halv sæson hos Basels førstehold blev Embolo i sommeren 2016 solgt til tyske Schalke 04 for en pris på 20 millioner euro.

## Landshold
Embolo debuterede for det schweiziske landshold 31. marts 2015 i en venskabskamp mod USA. Senere samme år scorede han sit første mål for holdet i en EM-kvalifikationskamp mod San Marino. Han var en del af den schweiziske trup til både EM 2016 i Frankrig og VM 2018 i Rusland.